# فيض أباد (فريمان)
فيض أباد (بالفارسية: فیض‌آباد) هي قرية تقع في قسم فريمان الريفي في إيران. يقدر عدد سكانها بـ 401 نسمة.